# Aeroportul Hotan
Aeroportul Hotan (IATA: HTN, ICAO: ZWTN) este un aeroport din Xinjiang, Republica Populară Chineză ce deservește zona Hotan⁠(d). Aeroportul a fost tranzitat în 2022 de 791.084 de pasageri. A fost numit după zona deservită.
Situat la o altitudine de 1.424 m, aeroportul dispune de o singură pistă.